# Джефри Хартман
Джефри Хартман (на английски: Geoffrey H. Hartman) е американски литературовед, представител на Йейлската школа.

## Биография
Джефри Хартман се ражда на 11 август 1929 г. в еврейско семейство във Франкфурт на Майн. През 1939 г. напуска Германия, изпратен от собственото си семейство като дете бежанец в Англия, за да избяга от нацисткия режим. В САЩ пристига през 1946 г., за да се събере отново с майка си и придобие американско гражданство година по-късно. Бакалавърска степен получава в Куинс колидж към Нюйоркския университет (1949), а докторат защитава в Йейлския университет (1953).
През 1972 г. е приет за член на Американската академия на изкуствата и науките (на английски: American Academy of Arts and Sciences).
В края на живота си е почетен професор по англицистика и сравнително литературознание в Йейлския университет.
Умира на 14 март 2016 г. в дома си в Хамдън, Кънектикът.
Най-дълготрайният му интерес като учен е поезията на Уилям Уърдсуърт.

## Отличия
През 1997 г. френското правителство го отличава с титлата Кавалер на Ордена за изкуства и литература. Книгата му „The Geoffrey Hartman Reader“ получава наградата за литературна критика „Труман Капоти“ през 2006 г.